# مدرسة ريال في شوشا
مدرسة ريال في شوشا (بالأذرية: Şuşa real məktəbi) هي أقدم مدرسة في جنوب القوقاز، ومن الأنواع الجديدة من المدارس 6 فئة في مدينة شوشا لأذربيجان في عام 1881.

## تاريخ المدرسة
في ثمانينيات القرن التاسع عشر عمل في أذربيجان المدرسة رييال في باكو والمدرسة الكلاسيكية في كنجه.
وأدى هذا إلى خلق حاجة إلى مدرسة جديدة في شوشا.
وهكذا تأسست مدرسة ريال في شوشا من 6 درجات في 20 سبتمبر عام 1881.
لأول مرة إلتحق 159 طالبًا إلى هذه المدرسة التي تتكون من صفوف تحضيرية وثلاثة صفوف رئيسية ومنهم 58 أذربيجانيًا و91 أرمنيًا و10 ممثلين عن جنسيات أخرى. بعد إحتلال شوشا في 1992 من قبل أرمن تهدمت المدرسة وتحولت إلى خراب.

## الوصلات الخارجية
- المعالم في شوشا نسخة محفوظة 28 سبتمبر 2022 على موقع واي باك مشين.